# Rajon Gussew
Der Rajon Gussew (russisch Гусевский район) ist eine Verwaltungseinheit im östlichen Teil der russischen Oblast Kaliningrad.
Seit 2013 besteht der Rajon nur noch administrativ-territorial und wird mit Administrativer Rajon Gussew (russisch Гусевский административный район) bezeichnet. Die kommunale Selbstverwaltung wird als Stadtkreis organisiert, dessen Verwaltungssitz die Stadt Gussew (Gumbinnen) ist.
Die Region ist sehr dünn besiedelt, sie wird unter anderem von Pissa und Angrapa durchflossen. Der dünner besiedelte Süden des Rajons ist von Waldlandschaft geprägt, während im Norden eher Wald- und versteppte Weidelandschaft vorherrschen. Haupterwerbszweig der Bevölkerung ist die Landwirtschaft. Durch das Rajonsgebiet verläuft die Haupteisenbahn- und Straßenverbindung von Kaliningrad nach Moskau.

## Kommunale Selbstverwaltung
Auf dem Territorium des Rajons Gussew besteht seit 2013 die kommunale Selbstverwaltungseinheit Stadtkreis Gussew (ru. Гусевский городской округ, Gussewski gorodskoi okrug) mit der Stadt Gussew und 40 weiteren Siedlungen (ru. possjolok).

## Geschichte
Der Rajon wurde am 7. April 1946 als Gumbinnenski rajon gegründet. Verwaltet wurde der Rajon ab Ende Mai 1946 zunächst von der „Verwaltung für zivile Angelegenheiten des Rajons Gumbinnen“ (ru. Управление по гражданским делам Гумбинненского района, Uprawlenie po graschdanski delam Gumbinnenskowo rajona). Am 7. September 1946 wurde die Stadt Gumbinnen in Gussew umbenannt und der Rajon in Gussewski rajon. Die Stadt Gussew war rajonfrei, wurde aber Verwaltungssitz des Rajons. Im Sommer 1947 wurde zur Verwaltung des Rajons das Exekutivkomitee des Gussewsker Rajonsowjets der Abgeordneten der Werktätigen ernannt (ru. Исполнительный комитет Гусевского районного Совета депутатов трудящихся, Ispolnitelny komitet Gussewskowo rajonowo Soweta deputatow trudjaschtschichsja; kurz: Гусевский Райисполком, Gussewski Rajispolkom).
Bei der Einrichtung des Rajons Gussew wurde auf die Grenzen des ehemaligen Kreises Gumbinnen kein Bezug genommen, wenngleich diese doch annähernd übereinstimmten. Aus dem Landkreis Tilsit-Ragnit wurden die Orte Augsgirren/Sassenhöhe, Bergental, Groß Pillkallen/Kallenfeld, Opehlischken/Opeln, Werxnupönen/Langenort und später auch Kauschen (ru. zunächst Kaschino), aus dem Kreis Pillkallen (Schloßberg) die Orte Antballen/Abendwalde, Birkenfelde (Ksp Mallwischken), Dubinnen/Duben, Henskehmen/Sprindacker, Katharinenhof, Löbtuballen/Löbaugrund, Mallwischken/Mallwen, Naujeningken/Nauningen, Plimballen/Osterfelde, Sassupönen/Sassenbach, Smailen, Stimbern, Stirnlaugken/Stirnen, Wandlaudszen/Rotenkamp und Werdehlischken/Werden sowie aus dem Kreis Stallupönen (Ebenrode) die Orte Schillgallen/Heimfelde, Schockwethen/Randau und Seekampen übernommen. Andererseits wurden aus dem Kreis Gumbinnen westliche Gebietsteile in den Rajon Tschernjachowsk, südliche Gebietsteile in den Rajon Osjorsk und südöstliche Gebietsteile in den Rajon Nesterow eingeordnet.
Im Jahr 1960 wurde der Gussewsker Rajonsowjet an den Gussewsker Stadtsowjet angeschlossen und damit die Verwaltung des Rajons der Stadt Gussew unterstellt. In den Jahren 1963 bis 1965 war der Rajon im Rahmen einer kurzzeitigen allgemeinen Verwaltungsreform an den Rajon Nesterow angeschlossen.
Nach dem Zerfall der Sowjetunion wurde im Jahr 1992 unter der Bezeichnung Administration des Rajons Gussew (ru. Администрация Гусевского района, Administrazija Gussewskowo rajona) wieder eine eigene Rajonverwaltung eingerichtet. Im Jahr 1996 wurde die Stadt Gussew in den Rajon eingegliedert.
Im Jahr 1998 wurde auf dem Territorium des Rajons Gussew die (gleichnamige) kommunale Selbstverwaltungseinheit Rajon Gussew eingerichtet. Im Jahr 2004 bekam diese Verwaltungseinheit den Status eines Stadtkreises (ru. Гусевский городской округ, Gussewski gorodskoi okrug). Der Stadtkreis Gussew wurde von der Gerichtsbarkeit jedoch verworfen. Daraufhin bekam die Verwaltungseinheit im Jahr 2008 den Status eines "munizipalen" Rajons und wurde mit Munizipaler Rajon Gussew (ru. Гусевский муниципальный район, Gussewski munizipalny rajon) bezeichnet; darin wurde die kommunale Selbstverwaltung auf die lokale Ebene ausgeweitet und die bestehenden sieben Dorfbezirke in vier Landgemeinden umgewandelt. Im Jahr 2013 bekam die Verwaltungseinheit wieder den Status eines Stadtkreises.

### Dorfsowjets/Dorfbezirke 1947–2008
| Name         | Verwaltungssitz                                                   | deutscher Name                                                           | Bemerkungen                                                                                  |
| ------------ | ----------------------------------------------------------------- | ------------------------------------------------------------------------ | -------------------------------------------------------------------------------------------- |
| Brjanski     | Brjanskoje seit vor 1968: Podgorowka seit vor 1988: Perwomaiskoje | Pruszischken (Preussendorf) Groß Baitschen Sadweitschen (Altkrug)        | von 1963 bis 1965 im Rajon Nesterow                                                          |
| Dubrawski    | Dubrawa                                                           | Buylien (Schulzenwalde)                                                  | wurde 1954 an Lipowski angeschlossen, der Ort Dubrawa gehört seit vor 1975 zum Rajon Osjorsk |
| Furmanowski  | Furmanowo                                                         | Stannaitschen (Zweilinden)                                               | von 1963 bis 1965 im Rajon Nesterow                                                          |
| Krasnogorski | Krasnogorskoje seit vor 1975: Kubanowka                           | Niebudszen (Herzogskirch) Brakupönen (Roßlinde)                          | von 1963 bis 1965 im Rajon Nesterow                                                          |
| Krasnopolski | Krasnopolje                                                       | Pötschkehmen (Pötschwalde)                                               | wurde 1954 an Pokrowski angeschlossen                                                        |
| Lipowski     | Lipowo                                                            | Kulligkehmen (Ohldorf)                                                   | von 1963 bis 1965 im Rajon Nesterow                                                          |
| Maiski       | Maiskoje                                                          | Mallwischken (Mallwen)                                                   | von 1963 bis 1965 im Rajon Nesterow                                                          |
| Majakowski   | Majakowskoje                                                      | Nemmersdorf                                                              | von 1963 bis 1965 im Rajon Nesterow                                                          |
| Pokrowski    | Pokrowskoje seit vor 1968: Priosjornoje seit vor 1975: Michailowo | Bibehlen (Falkenhausen) Gerwischkehmen (Gerwen) Eszerningken (Neupassau) | von 1963 bis 1965 im Rajon Nesterow                                                          |

### Gemeinden 2008–2013

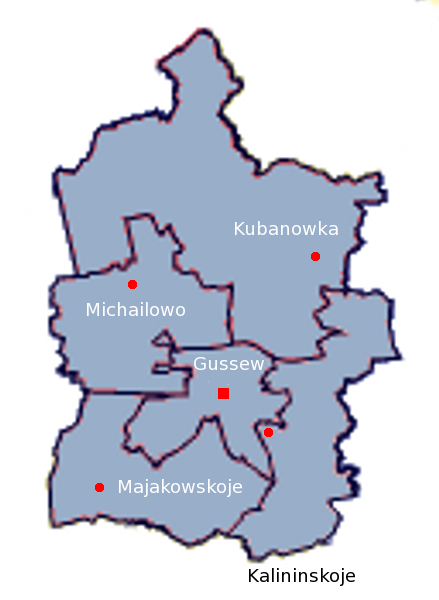
Verwaltungseinteilung des Rajons Gussew 2008–2013

| Name                 | Verwaltungssitz | deutscher Name                                         | Anzahl der Orte | Einwohner (2010) | Fläche [km²] |
| -------------------- | --------------- | ------------------------------------------------------ | --------------- | ---------------- | ------------ |
| Städtische Gemeinde: |                 |                                                        |                 |                  |              |
| Gussewskoje          | Gussew          | Gumbinnen                                              | 9               | 29.942           | 65           |
| Landgemeinden:       |                 |                                                        |                 |                  |              |
| Kalininskoje         | Kalininskoje    | Augstupönen 1938–45: Hochfließ                         | 6               | 2.033            | 122          |
| Kubanowskoje         | Kubanowka       | Brakupönen 1938–45: Roßlinde                           | 12              | 2.483            | 249          |
| Majakowskoje         | Majakowskoje    | Nemmersdorf                                            | 6               | 934              | 108          |
| Michailowskoje       | Michailowo      | Eszerningken 1936–38: Escherningken 1938–45: Neupassau | 8               | 1.750            | 99           |

### Einwohnerentwicklung
| Jahr | Einwohner | Bemerkungen                             |
| ---- | --------- | --------------------------------------- |
| 1959 | 10.545    | Einschließlich der Stadt Gussew: 24.719 |
| 1970 | 08.775    | Einschließlich der Stadt Gussew: 30.828 |
| 1979 | 09.100    | Einschließlich der Stadt Gussew: 33.674 |
| 1989 | 07.533    | Einschließlich der Stadt Gussew: 34.564 |
| 2002 | 37.461    |                                         |
| 2010 | 37.142    |                                         |
| 2021 | 38.089    |                                         |

### Funktionsträger

#### Parteisekretäre der WKP(B)/KPdSU 1947–1960
- 1947–1950: G. I. Repin (Г. И. Репин)
- 1950–1960: Afanassi Terentjewitsch Illarionow (Афанасий Терентьевич Илларионов)

ab 1960 hatte der Rajon keine eigene Verwaltung mehr

#### Vorsitzende
- 1946–1947: Nikita Sergejewitsch Panitschew (Никита Сергеевич Паничев)
- 1947–1952: A. A. Sassedatelew (А. А. Заседателев)
- 1952–1954: W. Je. Chochrjakow (В. Е. Хохряков)
- 1954–1956: W. A. Ignatow (В. А. Игнатов)
- 1956–1960: S. Ja. Owtschinnikow (С. Я. Овчинников)

von 1960 bis 1992 gab es keine eigene Rajonverwaltung
- 1992–1993: W. F. Sacharow (В. Ф. Захаров)
- 1993–1996: Nikolai Alexandrowitsch Worobei (Николай Александрович Воробей)
- 1996–2005: Anatoli Grigorjewitsch Trifonow (Анатолий Григорьевич Трифонов)
- 2005–2010: Nikolai Nikolajewitsch Zukanow (Николай Николаевич Цуканов)
- 2010–2013: Andrei Petrowitsch Gnesdilow (Андрей Петрович Гнездилов)
- 2013–2017: Wjatscheslaw Wassiljewitsch Gazuk (Вячеслав Васильевич Гацук)
- seit 2017: Andrei Petrowitsch Gnesdilow (Андрей Петрович Гнездилов)

#### Verwaltungschefs
- 2010–2012: Galina Michailowna Silenko (Галина Михайловна Силенко)
- 2012–2014: Wiktor Nikolajewitsch Perepelow (Виктор Николаевич Перепелов) (i. V.)
- 2014–2018: Jewgeni Jewgenjewitsch Michailow (Евгений Евгеньевич Михайлов)
- seit 2018: Alexandr Alexandrowitsch Kitajew (Александр Александрович Китаев)